# Quatourze

Lage von Quatourze (15) und benachbarter Anbaugebiete

Quatourze ist ein kleines Weinanbaugebiet an der französischen Mittelmeerküste, das vollständig auf dem Stadtgebiet von Narbonne liegt. 1951 wurde es in die Liste der Vin Délimité de Qualité Supérieure aufgenommen. Es gehörte zur AOC Coteaux du Languedoc, bis diese im AOP Languedoc aufging.
Die offizielle Bezeichnung ist AOP Languedoc Quatourze. Die Jahresproduktion liegt bei nur 1050 Hektolitern.
Im Gegensatz zu den beiden benachbarten, deutlich größeren Weinanbaugebieten La Clape im Osten und Corbières im Westen und Süden (400 000 Hektoliter pro Jahr) besteht der Boden nicht aus Kalksteingebirge (Karst), sondern aus Schwemmland, welches die Aude in geschichtlichen Zeiten angelagert hat. Das typische Mittelmeerklima ist trocken (400 bis 600 mm Niederschlag pro Jahr) und von starken Winden geprägt, besonders dem Cers. Die Gegend in den Feuchtgebieten am Rande des Étang de Bages hat einen hohen Grundwasserspiegel, der Boden ist leicht zu bearbeiten und liegt nahe an der Stadt Narbonne, daher wurde er schon früh landwirtschaftlich genutzt.